# Battaglia di Cesme
La battaglia di Cesme (5-7 luglio 1770) fu combattuta, nell'ambito della guerra russo-turca (1768-1774), fra l'Impero russo e l'Impero ottomano. Lo scontro avvenne presso la baia di Cesme (Çeşme in turco), nell'area compresa tra l'Anatolia e l'isola di Chio, sito di diverse altre battaglie navali tra l'Impero ottomano e la Repubblica di Venezia. L'evento fu parte della rivolta di Orlov del 1770, evento precursore della guerra d'indipendenza greca (1821–29), e la prima di una serie di disastrose battaglie navali tra gli ottomani ed i russi.

## Antefatto
La guerra russo-turca era iniziata nel 1768, e la Russia aveva inviato diversi squadroni dal Mar Baltico attraverso il Mediterraneo per dirottare l'attenzione degli ottomani dalla flotta del Mar Nero che disponeva di appena sei navi. Due squadroni russi, comandati dall'ammiraglio Grigorij Spiridov e dal contrammiraglio John Elphinstone, consigliere militare britannico, si combinarono al comando del conte Aleksej Orlov, comandante in capo della flotta russa e si portarono alla ricerca della flotta ottomana.
Il 5 luglio 1770, le due flotte si avvistarono, con gli ottomani ancorati alla baia di Cesme, nell'Anatolia occidentale. Non vi sono dettagli precisi sulla flotta ottomana, ma di certo essa includeva tra le 14 e le 16 navi di linea tra cui la Real Mustafa di 84 cannoni, la Rodos di 60 cannoni e una nave ammiraglia da 100 cannoni. Inoltre, vi erano 6 fregate, 6 sciabecchi, 13 galee e 32 vascelli minori, con un totale di 1300 cannoni in tutto. Alle 10.00 le navi di linea si trovavano in linea con le navi nemiche. La flotta ottomana era comandata dal capitan pascià Mandalzade Hüsameddin, da Hasan Pascià sulla Real Mustafa e da Cafer Bey. Due navi abbandonarono la flotta prima dello scontro dirigendosi verso Mitilene.
Dopo aver elaborato un piano d'attacco, i russi salparono verso gli ottomani e diedero inizio allo scontro navale, attaccando le navi una ad una con il medesimo metodo che userà anche Horatio Nelson nella battaglia del Nilo del 1798.

## La battaglia

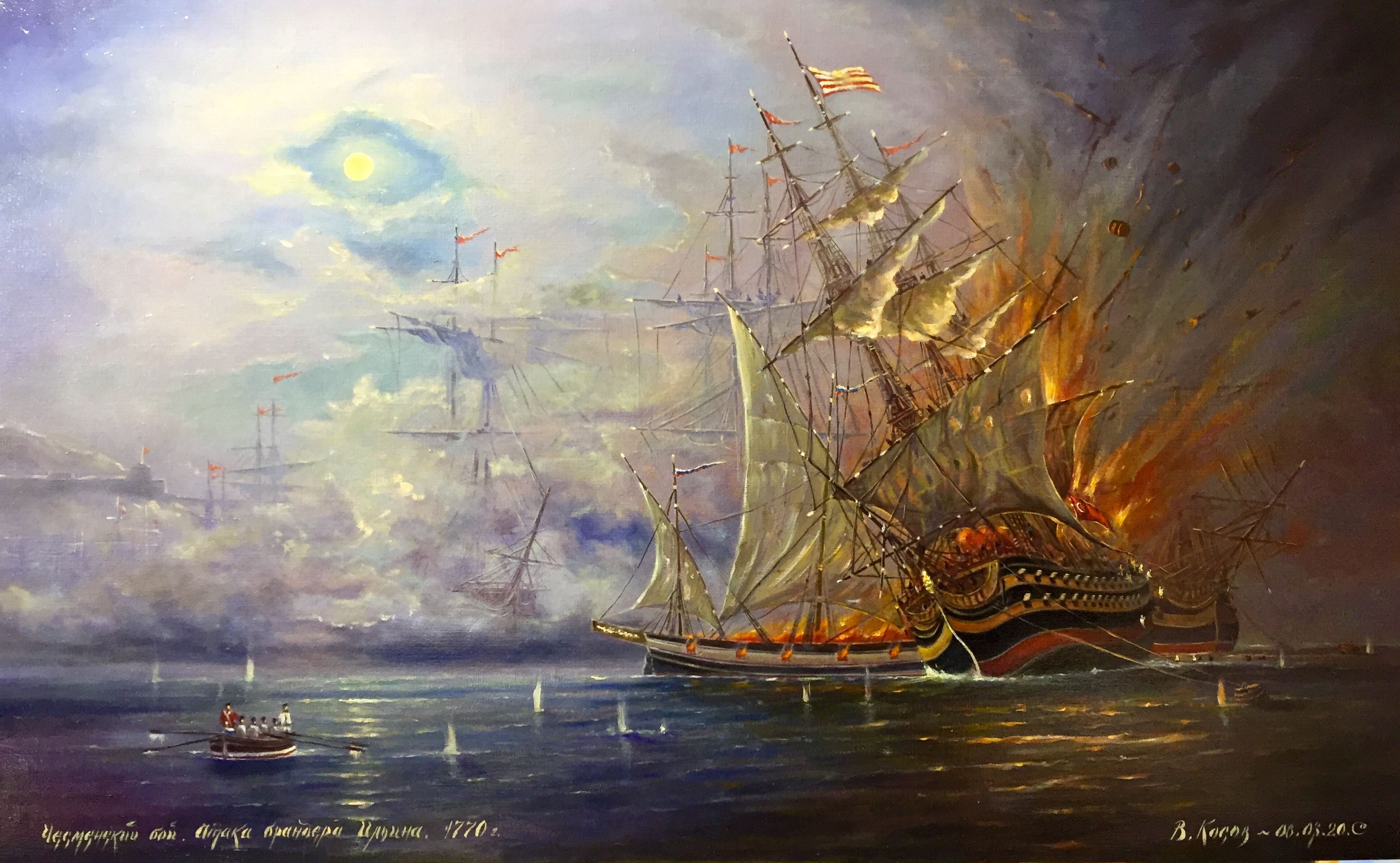
Vladimir Kosov, Battaglia di Cesme nel 1770

Gli ottomani aprirono il fuoco alle 11.45, seguiti dai russi poco dopo. Tre delle navi di linea russe ebbero problemi a rimanere nelle loro posizioni; Evropa si ritrovò dietro la Rostislav, la Tri Svjatitelja accerchiò il secondo vascello ottomano per poi tornare nelle linee russe, attaccata per errore dalla Tri Ierarcha e la Sv. Ianuarii pure ritornò sui suoi passi.
Spiridov, a bordo della Sv. Evstafij, ebbe una battaglia personale con Hasan Pasha a bordo della Real Mustafa, prima che le loro navi venissero incendiate. L'albero maestro della nave ottomana cadde infatti sulla Sv. Evstafij, causando l'affondamento e l'incendio della nave russa. Poco dopo anche la Real Mustafa colò a picco.
Secondo Elphinstone, Spiridov ed il conte Fëdor Grigor'evič Orlov (fratello del comandante), fecero in tempo a lasciare la Sv. Evstafij prima che la nave fosse distrutta. Spiridov si portò sulla Tri Svjatitelja. Il capitano della Sv. Evstafij, Kruse, riuscì pure a salvarsi. Alle 14.00 il combattimento ebbe fine dal momento che gli ottomani decisero di abbandonare le loro posizioni e di muoversi a sud della baia, formando una nuova linea difensiva.
Il 6 luglio, i russi bombardarono le navi ottomane e le posizioni di terra. Alle 00:30 del 7 luglio, Orlov inviò Samuel Greig (trasferito dalla Rostislav) ad attaccare con la Evropa, la Rostislav e la Ne tron menja gli ottomani, e con la Saratov in riserva, la Nadežda posta ad est della baia, la Afrika ad ovest e la Grom presso quest'ultima. Alle 1:30 o poco prima (90 minuti prima secondo Elphinstone), il fuoco della Grom e/o della Ne tron menja portarono gli ottomani a perdere molte delle loro navi. Alle 2:00, due navi di linea ottomane erano affondate ed altre erano incendiate e la Greig inviò tre brulotti incendiari che contribuirono a bruciare ciò che restava della flotta ottomana. Alle 4:00 vennero inviate delle barche a salvare quanti si trovavano sulle navi ancora intatte, intimando la resa, ma una delle due navi prese fuoco e l'altra, la Rodos, venne infine catturata insieme ad altre cinque galee. I combattimenti terminarono alle 8:00. Le perdite dei russi il 5 luglio ammontarono a 14 morti, più di 636 feriti sulla Sv. Evstafij, a cui si aggiunsero altri 30 feriti e 11 morti il 7 luglio. Le perdite ottomane furono molto più alte. Hüsameddin, Hasan Pascià e Cafer Bey sopravvissero. Hüsameddin venne rimosso dal proprio incarico di comandante, che venne affidato a Cafer Bey.
Ad inviare per primo a Caterina II l'annuncio e il resoconto della sfolgorante vittoria che vide la distruzione della flotta turca e l'affermarsi della Russia come potenza navale fu Giorgio Baroni Cavalcabò suo rappresentante presso l'Ordine di Malta.

## Significato storico

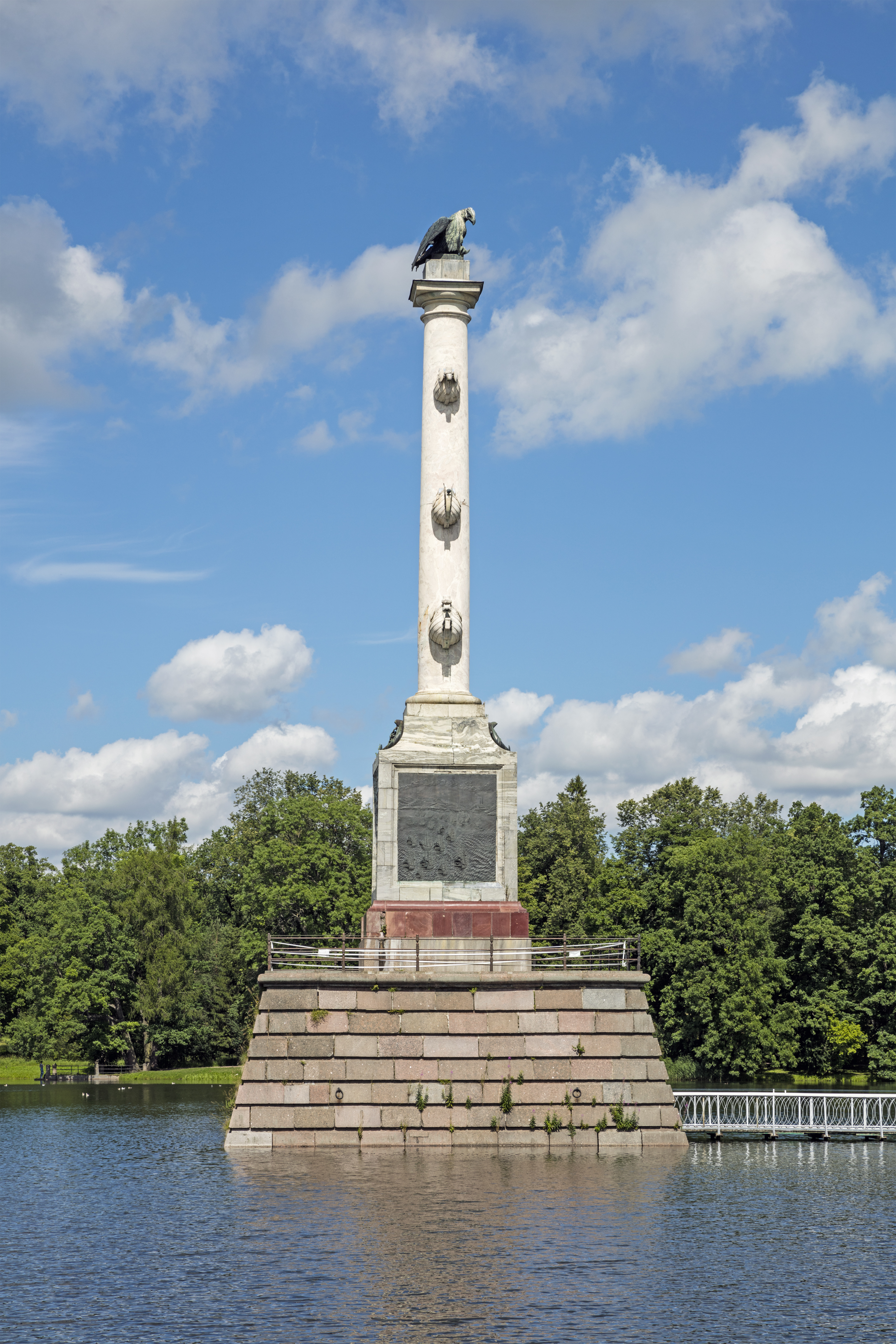
La colonna di Cesme

La battaglia di Cesme venne combattuta il medesimo giorno della Battaglia del Larga che si svolse via terra. Fu la più grande sconfitta navale subita dagli ottomani dalla battaglia di Lepanto del 1571. Questa battaglia consentì ai russi di studiare accuratamente il Mar Egeo e di muovervisi agevolmente. La sconfitta della flotta ottomana accelerò anche i movimenti rivoluzionari delle minoranze dell'impero ottomano, in particolare in quelle nazioni cristiano ortodosse della penisola balcanica che sostennero l'esercito russo nella lotta contro gli ottomani.
Dopo questa vittoria navale, la flotta russa rimase nell'Egeo per i successivi cinque anni. Tornò a Cesme due volte dopo averla bombardata. Gli storici ancora oggi si dibattono sul perché i russi scelsero di concentrarsi in questo luogo con molti altri punti strategici lungo la costa egea.
Per la sconfitta degli ottomani, gruppi di musulmani fanatici procedettero al massacro di circa 1500 greci presso Smirne come rappresaglia.
Caterina II di Russia commissionò quattro monumenti per commemorare la vittoria: il palazzo di Cesme e la Chiesa di San Giovanni al palazzo di Cesme a San Pietroburgo (1774–77), l'obelisco di Cesme a Gatčina (1775) e la colonna di Cesme a Carskoe Selo (1778).